# 고바야시 마사키
고바야시 마사키(일본어: 小林 正樹, 1916년 2월 14일 ~ 1996년 10월 4일)는 일본의 영화 감독이다. 대표작으로는 《인간의 조건》(1959~1961)과 《할복》(1959), 《괴담》(1964) 등이 있다. 영화를 통해 1950~1960년대 일본 사회상을 드러내었다는 평가를 받는다.

## 생애
고바야시 마사키는 1916년 2월 14일 홋카이도 오타루시에서 태어났다. 사촌으로 배우 다나카 키누요가 있다. 1941년 와세다 대학 철학과를 졸업했다. 1941년 쇼치쿠 조감독부의 견습으로 영화 경력을 시작했으나 1942년 1월 일본 제국 육군에 징집되어 만주에서 복무했다. 1944년 류큐 열도의 미야코섬으로 옮겼다가 종전 직전 미군의 포로가 되어 오키나와 포로수용소에 수용되었다. 석방 후인 1946년 1월 쇼치쿠에 키노시타 케이스케의 조감독으로 복귀했으며, 1952년 《아들의 청춘》(息子の青春)으로 감독으로서 데뷔했다.

## 작품 목록
- 두꺼운 벽의 방 (1956)
- 검은 강 (1957)
- 인간의 조건 (1959~61, 삼부작)
- 뒤얽힌 관계 (1962)
- 할복 (1962)
- 괴담 (1965)
- 사무라이 반란 (1967)
- 일본의 청춘 (1968)
- 내 목숨을 걸고 (1971)
- 화석 (1972)
- 도쿄 재판 (1983, 다큐멘터리)
- 식탁이 없는 집 (1985)